# Calvin Knoester
Calvin Knoester (ur. 14 marca 1996) – australijski judoka
Uczestnik mistrzostw świata w 2018 i 2019. Startował w Pucharze Świata w latach 2015, 2017-2019 i 2022. Złoty medalista mistrzostw Oceanii w 2018. Mistrz Australii w 2017 i 2018 roku.